# 诺基亚N1
诺基亚N1是由诺基亚开发的安卓平板电脑，也是诺基亚在把移动设备部门出售给微软移动之后的第一款移动设备。它于2014年11月18日披露，2015年1月7日在中国发布。

## 发布
诺基亚N1于2015年1月7日在中国发布。这款产品的发售非常成功，最初发售的2万台设备在4分钟内就已售罄，第二轮发售也很快抢购一空。 
诺基亚N1在欧洲的发售紧随在中国的二月的三轮和四轮发售，5月起在台湾发售。但迄今尚不明朗N1是否在其他地区发售。